# Нараянгандж
Нараянга́ндж (бенг. নারায়ণগঞ্জ) — город в Бангладеш, административный центр одноимённого округа.

## История
Город получил своё название от Бикона Лал Пандея, индуистского религиозного лидера, который был также известен как Бинур Такур или Лахсми Нараян Такур. Он арендовал землю у британской Ост-Индской компании в 1766 году, после битвы при Плесси. Свои доходы он тратил на поклонение богу Нараяну.

## Географическое положение
Высота центра города составляет 3 метра над уровнем моря. Город расположен на берегу реки Шиталакшья. Речной порт в Нараянгандже является одним из старейших в Бангладеш.

## Демография
Население города по годам:
| 1991    | 2001      | 2010      |
| ------- | --------- | --------- |
| 817 133 | 1 133 191 | 1 490 131 |